# Isochariesthes erlangeri
Isochariesthes erlangeri är en skalbaggsart som först beskrevs av Stefan von Breuning 1960.  Isochariesthes erlangeri ingår i släktet Isochariesthes och familjen långhorningar. Inga underarter finns listade i Catalogue of Life.